# 로절린 섬너스

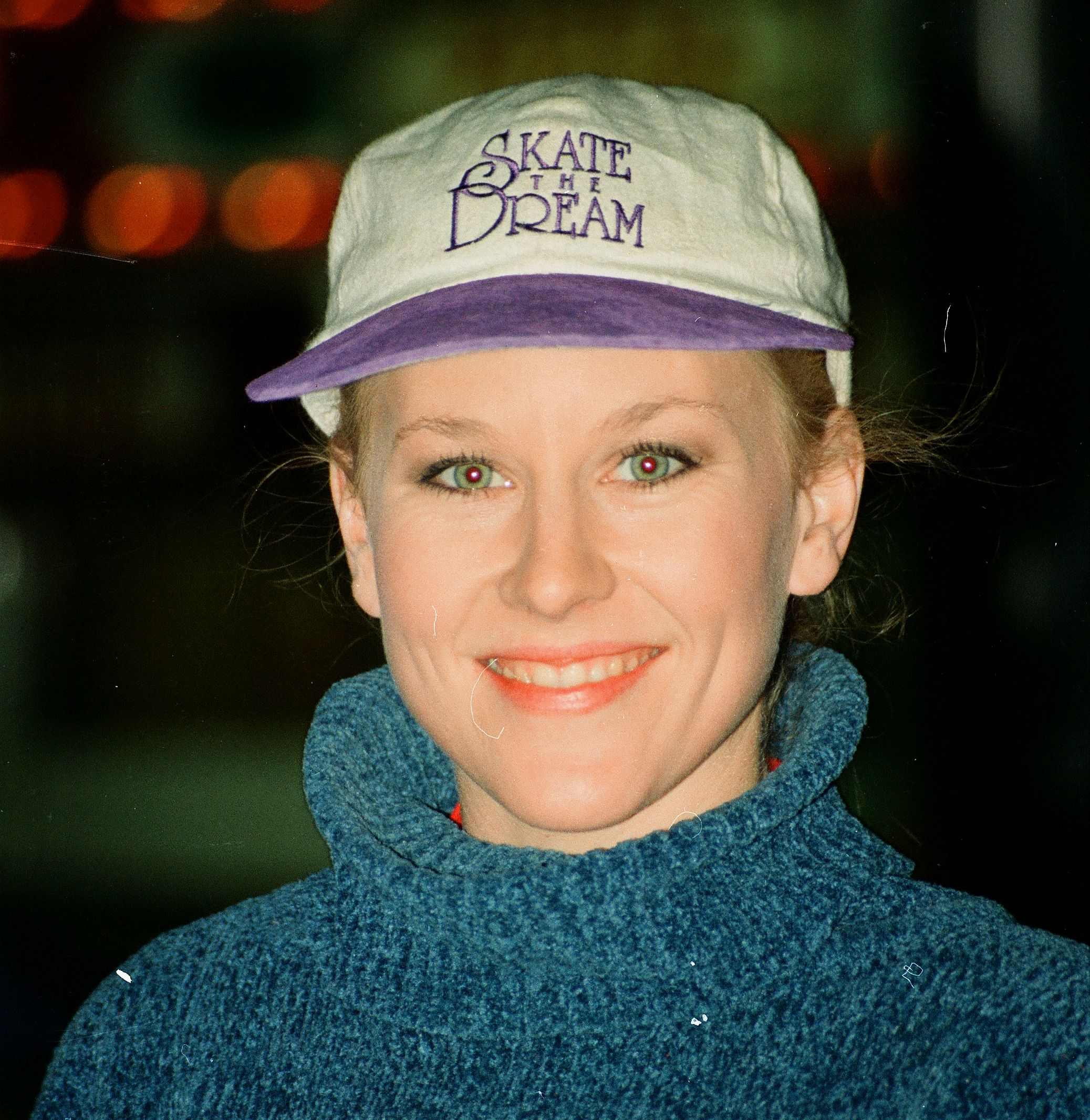

로절린 디아네 섬너스(영어: Rosalynn Diane Sumners, 1964년 4월 20일 ~ )는 미국의 피겨 스케이팅 선수이다. 그녀는 1983년 세계 선수권 대회에서 우승했고 1984년 동계 올림픽에서 은메달을 획득했다.

## 생애 및 선수 경력
섬너스는 캘리포니아주 팔로 알토에서 태어났지만, 워싱턴주 에드몬즈에서 자랐다. 그녀의 코치 로렌 보만은 "로즈의 마법사"라는 그녀의 스케이트에서 그녀의 강점으로 그녀의 예술성을 확보했다. 섬너스는 1984년 동계 올림픽 이후 프로로 전향했다.